# Llista d'escriptors eslovacs

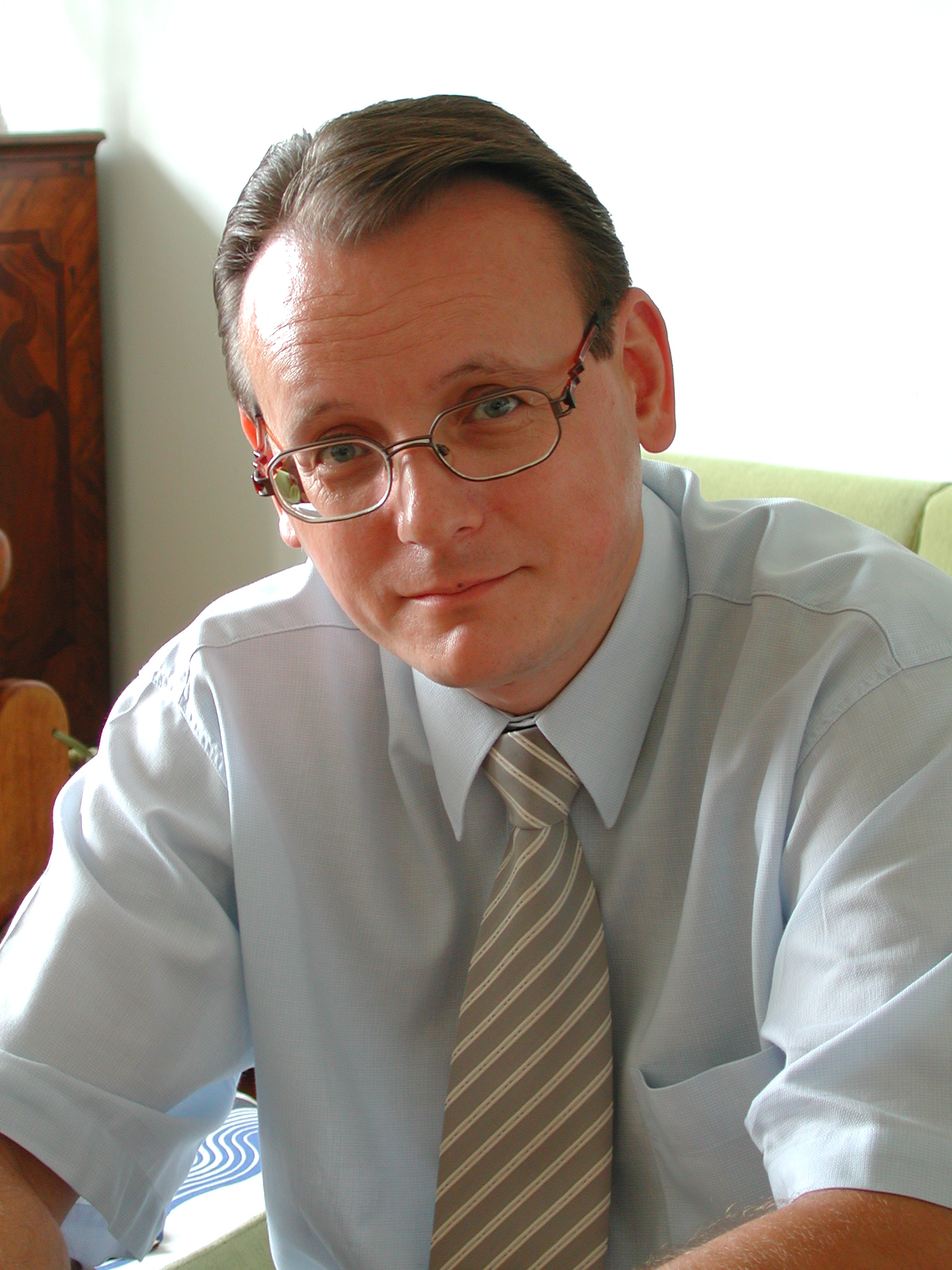
Pavol Janík, Ph.D., escriptor eslovac, president de la Societat d'Escriptors Eslovaca (2003 - 2007)

La llista recull els escriptors més destacats de la literatura eslovaca.

## Renaixement (1500-1650)
- Martin Rakovský (1535-1579)
- Vavrinec Benedikt z Nedožier (Laurentio Benedictino Nudozierino) (1555-1615)

## Barroc (1650-1780)
- Matthias Bel (1684-1749)
- Adam František Kollár (1718-1783)
- Daniel Sinapius-Horčička (1640-1688)
- Daniel Speer (1636-?)
- Juraj Tranovský or Tranoscius (1592-1637)
- Daniel Sinapius-Horčička (1640-1688)
- Hugolín Gavlovič (1712-1787)

## Classicisme (1780-1840)
- Jozef Ignác Bajza (1755-1836)
- Juraj Fándly (1750-1811)
- Ján Chalupka (1791-1871)
- Ján Kollár (1793-1852)
- Pavol Jozef Šafárik (Pavel Josef Šafařík) (1795-1861)
- Ján Hollý (1785-1849)

## Romanticisme (1840-1850)
- Pavol Dobšinský (1828-1885)
- Michal Miloslav Hodža (1811-1870)
- Jozef Miloslav Hurban (1817-1888)
- Ľudovít Štúr (1815-1856)
- Samo Tomášik (1813-1887)
- Samo Chalupka (1812-1883)
- Andrej Sládkovič (1820-1872)
- Janko Kráľ (1822-1876)
- Ján Botto (1829-1881)
- Janko Matúška (1821-1877)

## Període entre el romanticisme i el realisme (1850-1875)
- Jakub Grajchman (1822-1897)
- Jonáš Záborský (1812-1876)

## Realisme (1875-1905)
- Janko Alexy (1894-1970)
- Pavol Országh Hviezdoslav (1849-1921)
- Martin Kukučín (1860-1928)
- Kristína Royová (1860-1936)
- Jozef Gregor-Tajovský (1874-1940)
- Timrava (Božena Slančíková) (1867-1951)
- Svetozár Hurban-Vajanský (1847-1916)

## Modernisme (1905-1918)
- Janko Jesenský (1874-1945)
- Ivan Krasko (1876-1958)

## Període d'entreguerres (1918-1948)
- Vladimír Clementis (1902-1952)
- Margita Figuli (1909-1995)
- Jozef Cíger-Hronský (1896-1960)
- Dobroslav Chrobák (1907-1951)
- Štefan Krčméry (1892-1955)
- Ladislav Nádaši-Jégé (1866-1940)
- Ľudo Ondrejov (1901-1962)
- Martin Rázus (1888-1937)
- Ivan Stodola (1888-1977)
- František Švantner (1912-1950)
- Milo Urban (1904-1982)

### Surrealisme
- Štefan Žáry (1918-2007)
- Ján Brezina (1917-1997)

## Literatura de la postguerra (1948-1964)
- Jozef Dunajovec (1933-2007)
- Andrej Brázda-Jankovský (1915-2008)
- Ladislav Mňačko (1919-1994)
- Hana Zelinová (1914-2004)
- Štefan Žáry (1918-2007)

## Literatura contemporània (1964-1995)
- Emil Benčík (1933)
- Ladislav Grosman (1921-1981)
- Anton Hykisch (1932)
- Peter Jaroš (1940)
- Milan Lasica (1940)
- Hana Ponická (1922-2007)
- Miriam Roth (1910-2005)
- Július Satinský (1941-2002)
- Dušan Slobodník (1927-2001)
- Ladislav Švihran (1931)
- Vojtech Zamarovský (1919-2006)
- Zuzka Zguriška (1900-1984)
- Miroslav Válek (1927-1991)
- Milan Rúfus (1928-2009)
- Ľubomír Feldek (1936)
- Milan Richter (1948
- Juraj Kuniak (1955)
- Pavol Janík (1956)
- Dana Podracká (1954)
- Viera Prokešová (1957-2008)
- Pavol Hudák (1959-2011)

## Literatura contemporània (des de 1995)
- Radovan Brenkus (1974)
- Juraj Červenák (1974)
- Dušan Fabian (1975)
- Michal Hvorecký (1976)
- Jozef Karika (1978)
- Ľuba Lesná (1954)
- Radoslav Rochallyi (1980)
- Pavol Janík (1956)
- Vladimir Oravsky (1947)
- Peter Pišťanek (1960)
- Miroslav Šustek (1947)